# Money, Money, Money
"Money, Money, Money" é uma canção do grupo sueco ABBA gravada em 1976 para o álbum Arrival. A música também fez parte da compilação ABBA Gold: Greatest Hits e do musical de sucesso mundial Mamma Mia!.
Foi composta por Björn Ulvaeus e Benny Andersson e inicialmente batizada pelo grupo de "Gypsy Girl". A canção foi adaptada para a voz de Anni-Frid Lyngstad e foi lançada em 1976 seguindo o sucesso de Dancing Queen. Assim como quase todas as músicas do grupo, o videoclipe de Money, Money, Money foi gravado após o lançamento do single.

## Clipe
O vídeo de "Money, Money, Money" foi inspirado no filme Cabaret, mostrando Frida usando um chapéu típico da década de 1920. O vídeo varia de sua presença determinada realidade durante os versos, as sequências de sonho sobre o dinheiro e a boa vida no refrão. O diretor do vídeo, Lasse Hallström, reconheceu mais tarde "Money, Money, Money", como o melhor vídeo ABBA que ele já dirigiu. 
Um vídeo da música alternativo foi filmado para o especial de TV "ABBA-Dadda-DOOO!", com Agnetha e Frida em vestidos estilo melindrosa de 1930 e penas em seus cabelos.

## Posições
- Singles Chart da Austrália #1
- Singles Chart austríaco	3
- Singles Chart da Bélgica #1
- Singles Chart Holandês #1
- Eurochart Hot 100 Singles #1
- Singles Chart finlandês	7
- Singles Chart Francês #1
- Singles Chart alemão #1
- Singles Chart irlandês 2
- Singles Chart mexicano (4x) #1
- Nova Zelândia Singles Chart #1
- Singles Chart da Noruega 2
- Singles Chart Suíça 2
- UK Singles Chart 3
- EUA Billboard Hot 100 56